# Kósa László (néprajzkutató)
Kósa László (Cegléd, 1942. július 17. –) Széchenyi-díjas magyar etnográfus, történész, egyetemi tanár, a Magyar Tudományos Akadémia rendes tagja.

## Életútja
Az egyetem előtt két évig segédmunkásként dolgozott budapesti üzemekben. Tanulmányait 1962-ben kezdte meg a budapesti Eötvös Loránd Tudományegyetem bölcsésztudományi karának magyar-néprajz szakán, ahol 1967-ben szerzett diplomát. Ezután az MTA Néprajzi Kutatócsoportjának tudományos munkatársa lett. 1981 és 1990 között az ELTE bölcsésztudományi karának művelődéstörténeti tanszékének docense, 1990-től tanára lett. 1987-től 2007-ig tanszékvezető volt. Több szaklap szerkesztője. 1976-ban a néprajztudományok kandidátusa lett. Kutatási területe a 19-20. század művelődéstörténet, egyházak és a társadalom kapcsolata. Számos társaság és kollégium tagja, elnöke. 1998-2007 között az MTA levelező tagja, 2007 óta rendes tagja.

## Díjai, elismerései
- Jankó János-díj (1973)
- Győrffy István-emlékérem (1989)
- Károli Gáspár-díj (2015)[1]
- Széchenyi-díj (2017)

## Családja
Nős, három gyermek édesapja. (Eszter, Lídia, István)

## Főbb művei
- A dél-somogyi burgonyatermelés. Adatok a parasztgazdaságok belterjesedésének vizsgálatához; Akadémiai, Bp., 1968 (Az Ethnographia füzetei)
- Kósa László–Keve András–Farkas Gyula: Herman Ottó; Akadémiai, Bp., 1971 (A múlt magyar tudósai)
- Kósa László–Szemerkényi Ágnes: Apáról fiúra. Néprajzi kalauz; Móra, Bp., 1973 (Természetbúvárok könyvespolca)
- Kósa László–Szemerkényi Ágnes: Apáról fiúra. Néprajzi kalauz; 2. bőv. kiad.; Móra, Bp., 1975 (Természetbúvárok könyvespolca)
- Kósa László–Filep Antal: A magyar nép táji-történeti tagolódása; Akadémiai, Bp., 1975 (Néprajzi tanulmányok)
- Nemzetközi néprajzi nemzetiségkutató konferencia. Békéscsaba, 1975. október 28-31.; szerk. Kósa László, Krupa András; Magyar Néprajzi Társaság–Tudományos Ismeretterjesztő Társulat Békés megyei Szervezete, Bp., 1976
- Néphagyományunk évszázadai; Magvető, Bp., 1976 (Gyorsuló idő)
- Magyar néprajzi lexikon; szerk. többekkel, főszerk. Ortutay Gyula; Akadémiai, Bp., 1977-1982
- Rozmaringkoszorú. Szlovákiai magyar tájak népköltészete; összeáll., bev., jegyz. Kósa László; Madách–Szépirodalmi, Bratislava–Bp., 1979
- A burgonya Magyarországon; Akadémiai, Bp., 1980
- Megjártam a hadak útját. A magyar nép történeti emlékezete; Móra, Bp., 1980
- Abriss der ungarischen Volkskunde; németre ford. Katharina Scholz; Corvina, Bp., 1984
- Bágy (Bădeni) helynevei; ELTE, Bp., 1983 (Magyar névtani dolgozatok)
- Hagyomány és közösség. Magyar népi kultúra és társadalom; Kozmosz Könyvek, Bp., 1984 (Az én világom)
- Irodalomtörténeti és művelődéstörténeti tanulmányok; szerk. Kósa László, Szegedy-Maszák Mihály; ELTE, Bp., 1985
- Life and tradition in rural Hungary. A short survey; angolra ford. Béres Zsuzsa; Corvina, Bp., 1985
- A Magyar Néprajzi Társaság százéves története, 1889-1989; Magyar Néprajzi Társaság–KLTE Néprajzi Tanszék, Bp.–Debrecen, 1989 (A Magyar Néprajzi Társaság könyvtára)
- A magyar néprajz tudománytörténete; Gondolat, Bp., 1989 (Osiris tankönyvek)
- Paraszti polgárosulás és a népi kultúra táji megoszlása Magyarországon, 1880-1920; KLTE, Debrecen, 1990 (Studia folkloristica et ethnographica)
- A magyarságtudomány kézikönyve; szerk. Kósa László; Akadémiai, Bp., 1991
- Egyház, társadalom, hagyomány; Ethnica, Debrecen, 1993 (Societas et ecclesia)
- Európa híres kertje. Történeti ökológia tanulmányok Magyarországról; szerk. R. Várkonyi Ágnes, Kósa László; Orpheusz Könyvek, Bp., 1993
- Die Ungarn. Ihre Geschichte und Kultur; szerk. Kósa László; németre ford. Albrecht Friedrich; Akadémiai, Bp., 1994
- A gyulai református egyház története; Békés Megyei Levéltár, Gyula, 1994 (Gyulai füzetek)
- Szabadon szolgál a szellem. Tanulmányok és dokumentumok a száz esztendeje alapított Eötvös József Collegium történetéből. 1895-1995; szerk., dokumentumvál. Kósa László; GIFT Kft., Bp., 1995
- Nemesek, parasztok, polgárok. Néprajzi tanulmányok; KLTE, Debrecen, 1996 (Folklór és etnográfia)
- Kósa László–Szemerkényi Ágnes: Apáról fiúra. Néprajzi kalauz; 5. átdolg. kiad.; Holnap, Bp., 1998
- "Ki népei vagytok?". Magyar néprajz; Planétás–Mezőgazda, Bp., 1998 (Jelenlévő múlt) (megjelent ukrán nyelven is)
- Magyar művelődéstörténet; szerk. Kósa László; Osiris, Bp., 1998 (Osiris tankönyvek) (megjelent angol nyelven is)
- Paraszti polgárosulás és a népi kultúra táji megoszlása Magyarországon, 1880-1920; 3. bőv. kiad.; Planétás, Bp., 1998 (Jelenlévő múlt)
- A companion to Hungarian studies; szerk. Kósa László; ford. angolra Bánki Dezső et al.; Akadémiai, Bp., 1999
- Fiatal Egyháztörténészek Kollokviuma. 1998. november 3. Tanulmányok; szerk. Kósa László; ELTE BTK Művelődéstörténeti Tanszék–Argumentum, Bp., 1999 (Az ELTE BTK Művelődéstörténeti Tanszék kiadványai)
- Fürdőélet a Monarchiában; Holnap, Bp., 1999 (megjelent német nyelven is)
- Magyar művelődéstörténet; szerk. Kósa László; 2. jav. kiad.; Osiris, Bp., 2000 (Osiris tankönyvek)
- A magyar néprajz 1945 után; MTA, Bp., 2000 (Székfoglalók a Magyar Tudományos Akadémián)
- Paraszti múlt és jelen az ezredfordulón. A Magyar Néprajzi Társaság 2000. október 10-12. között megrendezett néprajzi vándorgyűlésének előadásai; szerk. Cseri Miklós, Kósa László, T. Bereczki Ibolya; Magyar Néprajzi Társaság–Szabadtéri Néprajzi Múzeum, Bp., 2000
- "Hét szilvafa árnyékában". A nemesség alsó rétegének élete és mentalitása a rendi társadalom utolsó évtizedeiben Magyarországon; Osiris, Bp., 2001 (Osiris könyvtár. Történelem)
- A magyar néprajz tudománytörténete; 2. jav., bőv. kiad.; Osiris, Bp., 2001 (Osiris tankönyvek)
- Kósa László–Szemerkényi Ágnes: Apáról fiúra. Néprajzi kalauz; 6. átdolg. kiad.; Holnap, Bp., 2006
- Reformátusok Budapesten. Tanulmányok a magyar főváros reformátusságáról 1-2.; szerk. Kósa László; Argumentum–ELTE BTK Művelődéstörténeti Tanszék, Bp., 2006 (Az ELTE BTK Művelődéstörténeti Tanszék kiadványai)
- Ravasz László emlékezete. Emlékülés Ravasz László születésének 125. évfordulóján. A Dunamelléki Református Egyházkerület székházában rendezett konferencián 2007. szeptember 29-én elhangzott előadások; szerk. Kósa László; Dunamelléki Református Egyházkerület, Bp., 2008
- Tartozni valahová. Cikkek, előadások a protestantizmusról és a református azonosságtudatról; Koinónia, Kolozsvár, 2009
- Művelődés, egyház, társadalom. Tanulmányok; Akadémiai, Bp., 2011
- Gyulai dolgozatok; Csokonai, Debrecen, 2012
- Természeti csapások és civilizációs következményeik a 19. században Magyarországon; MTA, Bp., 2014 (Székfoglalók a Magyar Tudományos Akadémián)